# Дяків Оксана Іванівна
Оксана Іванівна Дяків (псевдо Оксана Михайлюк; нар. 10 березня 1969, м. Чортків, Тернопільська область) — українська поетеса, письменниця, журналіст, редактор Заліщицької районної газети «Колос». Членкиня Національної спілки журналістів України (2003) та Наукового товариства імені Шевченка (2016). Заслужений журналіст України (2016).

## Життєпис
Оксана Дяків народилася 10 березня 1969 року в Чорткові Чортківського райну Тернопільської области України.
Закінчила Чортківське педагогічне училище (1988), філологічний факультет Чернівецького національного університету імені Юрія Федьковича (1995).
Працювала:
- у навчальних закладах Заліщицького району;
- у Берестецькій початковій школі, Заліщицькій загальноосвітній школі І-ІІІ ступенів № 2;
- викладачем філії Київського інституту міжнародної економіки та підприємництва, Локального центру дистанційного навчання (ЛЦДН) (Відкритий міжнародний університет розвитку людини «Україна») та Заліщицького вищого професійного училища;
- заступником начальника-начальником відділу з продажу послуг «Телекомсервіс» Заліщицького ЦЕЗ № 16 Чортківського центру № 7 ВАТ «Укртелеком» (1995—2001).

З 2001 року — редактор Заліщицької районної газети «Колос».

## Творчість

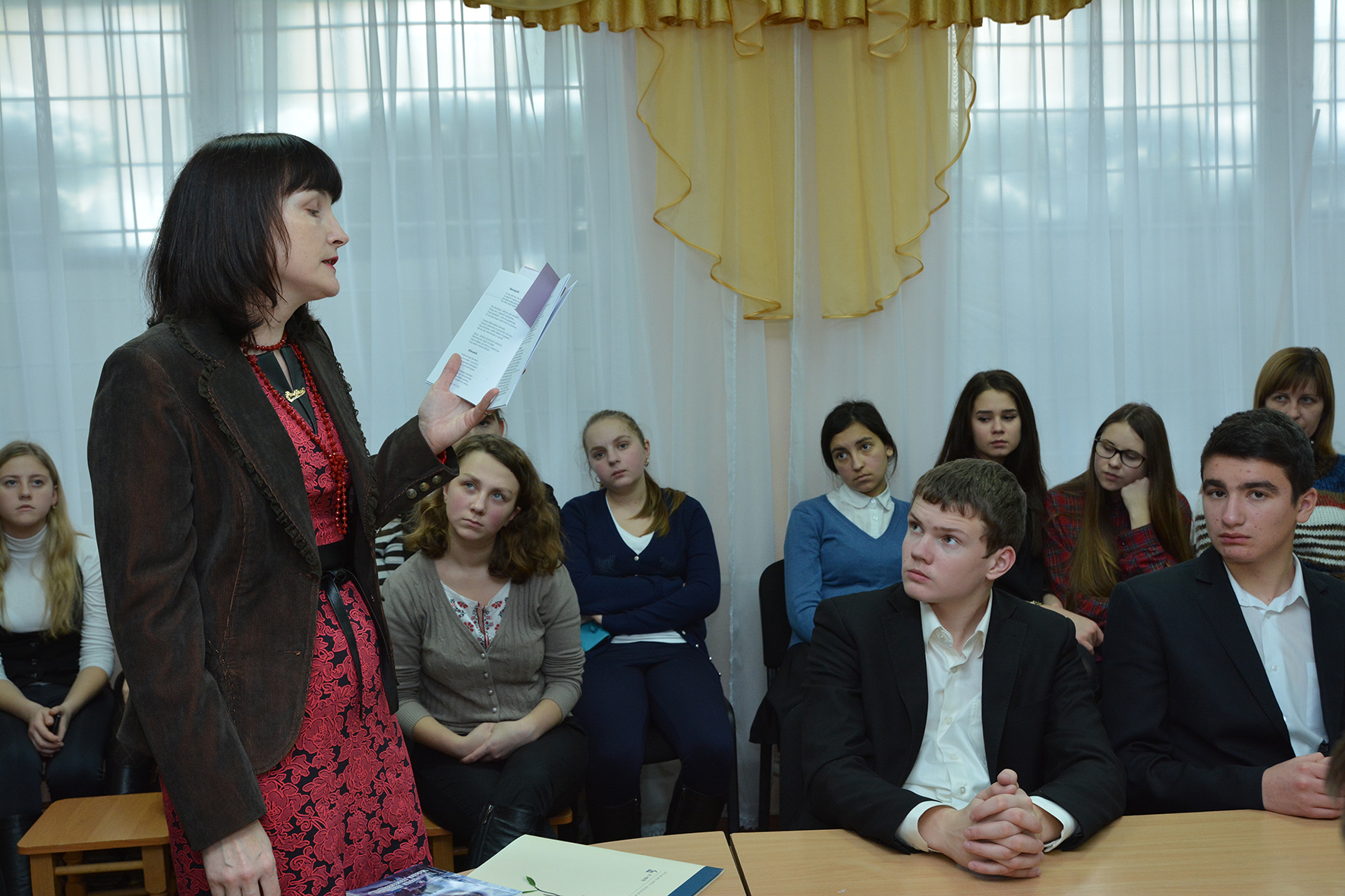
Iнтерв'ю з авторкою у контексті написання науково-дослідницької роботи «Особливості творчості письменниці рідного краю Оксани Дяків» слухачкою філологічної секції Заліщицького відділення МАН України Мартою Джумагою (науковий керівник — Надія Підгребя).

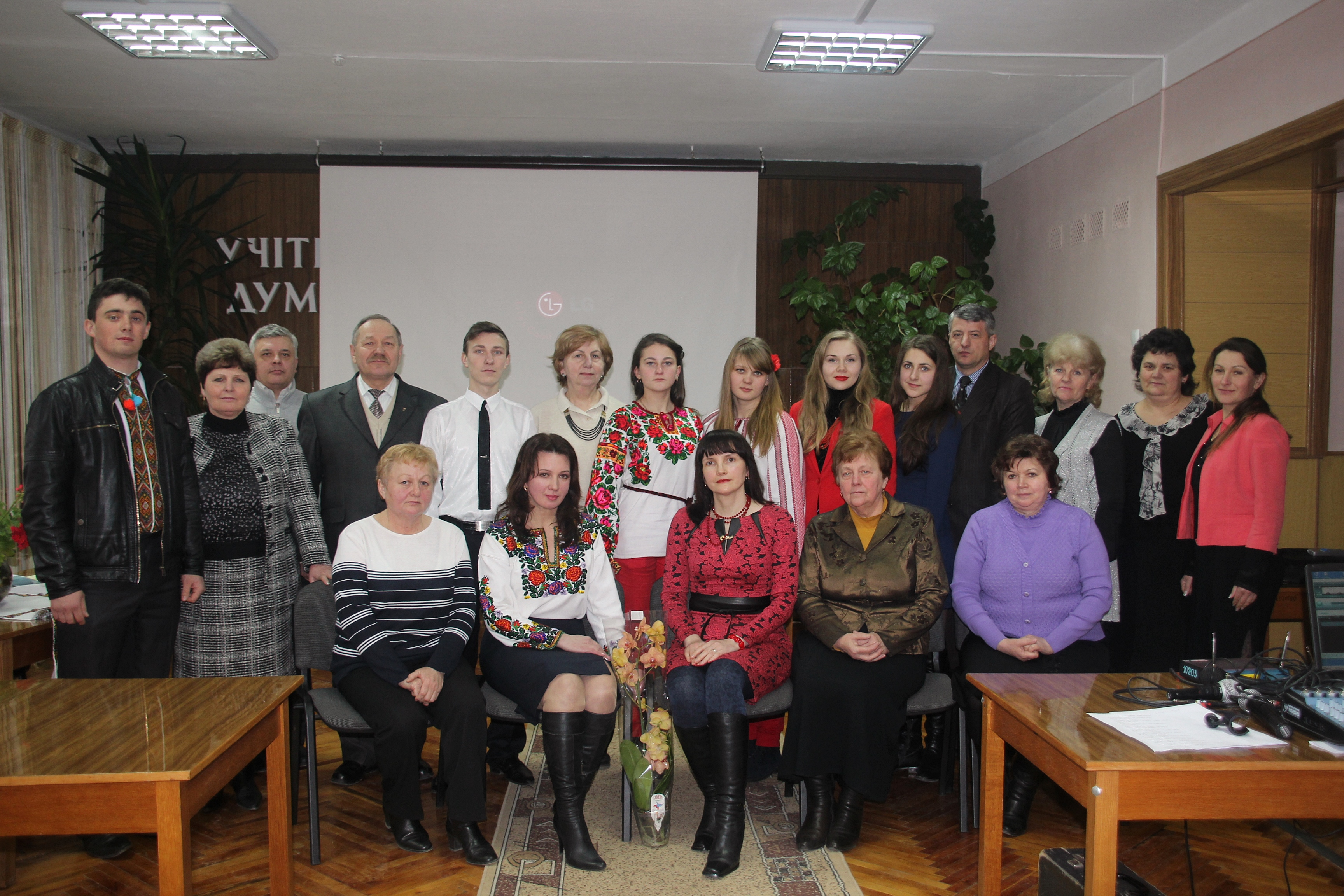
Творче спілкування із читачами у Заліщицькому аграрному коледжі ім. Є. Храпливого, присвячене четвертій публіцистичній збірці Оксани Дяків «Душа тисячоліть шукає себе в слові». Також учасники події ознайомились із поезіями збірок «Воїнам світла» та «Сила почуттів».

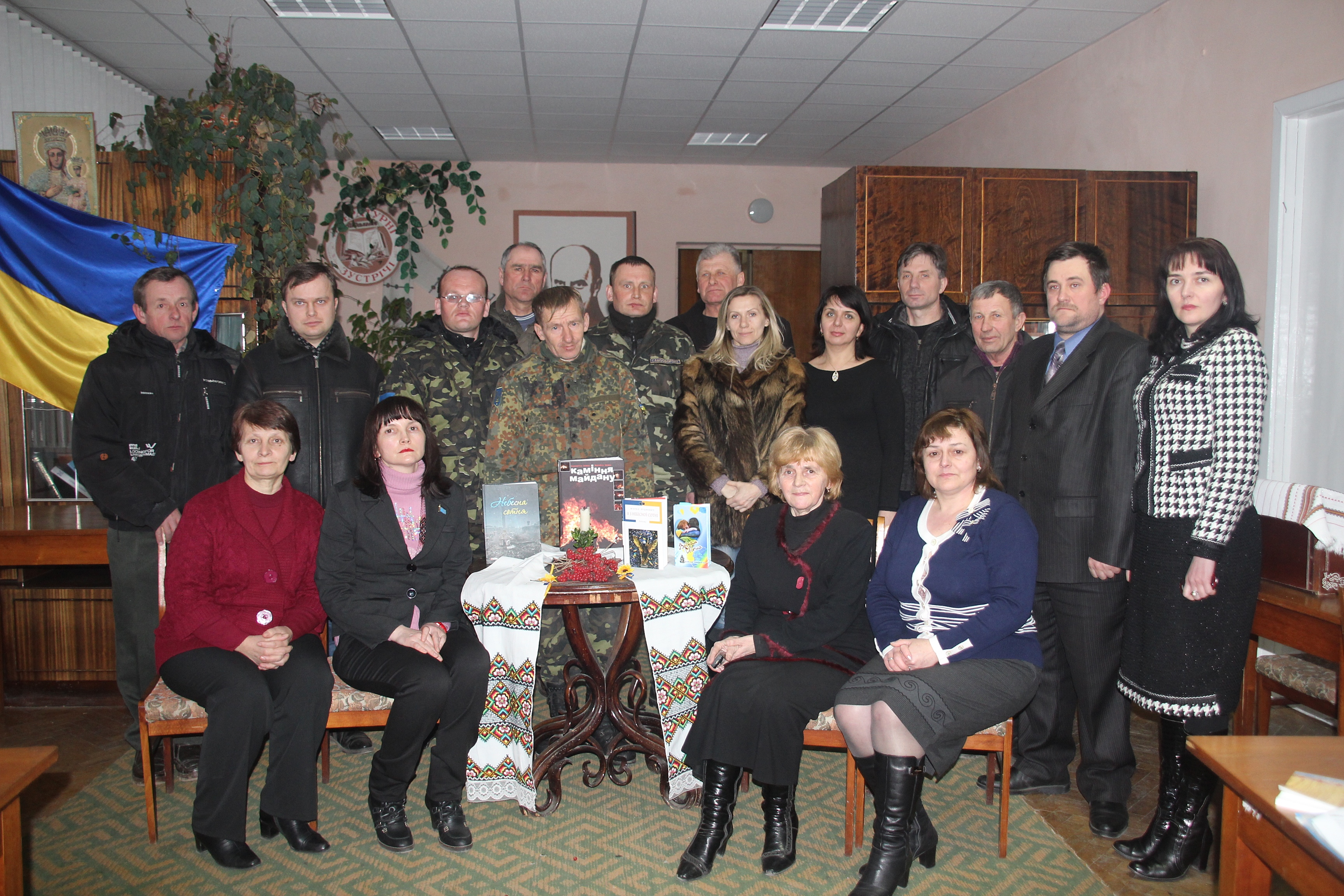
Вечір на вшанування Героїв Небесної Сотні. Представлення збірки «Воїнам світла».

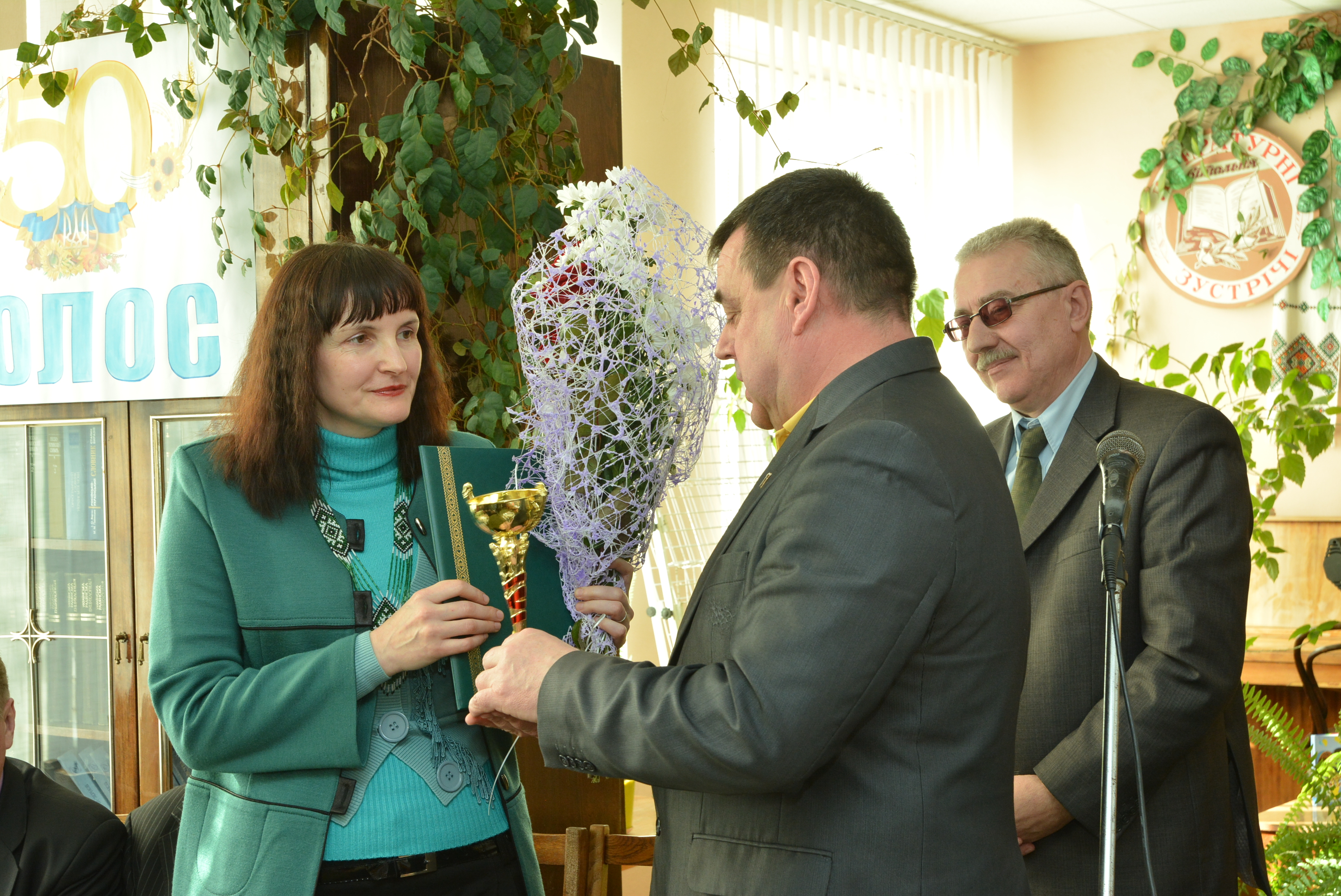
75 років Заліщицькій районній газеті та 50 літ часопису «Колос» (березень 2015 року).

Учасниця трьох Професійних конкурсів преси у 2003—2005 роках, які організовувала Українська Асоціація Видавців Періодичної Преси (УАВПП) (підтримка — Посольство США в Україні та проект IREX U-Media). Творчі роботи опубліковані у першій в Україні книзі-дайджесті «В епіцентрі подій — журналіст» (Дніпропетровськ: «Журфонд», 2005), яка вийшла за сприяння НСЖУ та Асоціації працівників ЗМІ України та містить суспільно вагомі публікації центральних і місцевих періодичних видань країни.
У видавництві «Навчальна книга  — Богдан» (м. Тернопіль, 2017) вийшов з друку бібліографічний покажчик «Душа його — неначе сонях», у якому опублікована вступна стаття Оксани Дяків «Дарував людям кришталеву мрію: Безкоровайний Євген Іванович» з нагоди 70-річчя від дня народження поета, журналіста, публіциста, громадського діяча. Посібник здобув перемогу в номінації «Кращий бібліографічний покажчик, що виходить у серії» в Тернопільському обласному конкурсі  «Кращий бібліографічний покажчик».
Публіцистика та поезії Оксани Дяків публікувалися
- у газетах та журналах (Тернопілля, Буковини),
- музичному альманасі «Октава» (Канів),
- поетичних збірниках, зокрема й у літературно-мистецькому та громадсько-політичному журналі «Літературний Тернопіль», міжнародному літературно-мистецькому журналі «Склянка Часу*Zeitglas», всеукраїнських виданнях.
- у щорічниках-альманахах літературного об'єднання при Тернопільській обласній організації НСПУ «Подільська толока»,
- в антології поезії та графіки 85 тернопільських авторів «Отче наш, Тарасе всемогущий…» (Шевченкіана Тернопілля) з нагоди 200-ліття від дня народження Великого Кобзаря (2014),
- збірнику поетичних творів для захисників України «Воїнам світла» (Ужгород, 2015),
- у поетичному збірнику «Живи, Надіє!», книжці віршованих присвят на підтримку незаконно ув'язненої української льотчиці Надії Савченко від поетичної сотні України (Мукачеве: Видавнича волонтерська група «Серце патріота», 2015),
- літературних альманахах «Сила почуттів», «Мати», «Дух землі», «Антології сучасної української літератури» (Хмельницький, 2015),
- збірниках «Скіфія», «Антології сучасної новелістики та лірики України — 2014»,
- вісниках-щорічниках ІІІ, IV, V Міжнародного поетичного конкурсу «Чатує в століттях Чернеча гора» (Канів: «Склянка Часу: Zeitglas»),
- літературно-краєзнавчому альманасі, який містить художні твори та краєзнавчі довідки про 90 сіл та міст України, «Поетична топоніміка» (Хмельницький, 2015)[2],
- у віснику Першого міжнародного поетичного конкурсу з нагоди 175-річчя виходу повного видання «Енеїди» Івана Котляревського на кращий віршований твір гумористично-сатиричного спрямування (Канів: «Склянка Часу: Zeitglas», 2017) та інших.

10 жовтня 2016 року в Будинку письменників (м. Київ) відбувся творчий вечір поетес із Тернопілля Оксани Дяків і Тамари Ткачук-Гнатович «Від Дністра до Горині — єднання сердець». Ведучим літературної імпрези був радник голови НСПУ, заслужений діяч мистецтв України Фольварочний Василь Іванович.

### Доробок
Збірки віршів (двокнижжя)
- «Гармонія протилежності» (2012)
- «Спектральність слів» (2013)

Прозово-поетична книжка «Вікно думок» (2013), головною темою якої є четверта хвиля еміграції — так звана «заробітчанська», що розпочалася в 1990-х роках і особливо зачепила Західну Україну. У результаті цього на тимчасову роботу в країни Європи, Америки і в Росію виїхало майже 7-8 млн людей.
Літературно-публіцистичне видання «Душа тисячоліть шукає себе в слові» (2014), значною мірою присвячене творчим особистостям, які народились або мають дотичність до Тернопілля і Буковини
Ліричні збірки:
- «Терпке вино, як помаранча осені» (2015)
- «Нескорені серця» (2015), автори передмови — письменники Василь Тракало та Володимир Кравчук, поезії присвячені животрепетній темі сучасної боротьби українського народу за волю і державність, її історичним віхам та знаковим постатям. Провідними мотивами збірки є теми України, патріотизму, глибока і вічна філософія єднання людини зі своєю землею та народом, адже зв'язок зі своєю Вітчизною є одним із головних чинників внутрішньої гармонії людини, національної самоідентифікації
- «Проростає вселенська любов» (2016), автор передмови — письменник Мельничук Богдан Іванович. Провідні мотиви поетичної збірки — невгамовний біль війни на сході України, тривожна пам'ять, гіркі втрати, але разом із тим — філософія самопізнання та самоідентифікації.[3]
- Восьма поетична збірка «Покоління» (2017) різножанрових ліричних творів побачила світ у видавництві «Терно-граф» (м. Тернопіль). При оформленні обкладинки цієї поетичної збірки використано однойменну акварель «Покоління» художника Анатолія Сорочука.

## Відзнаки

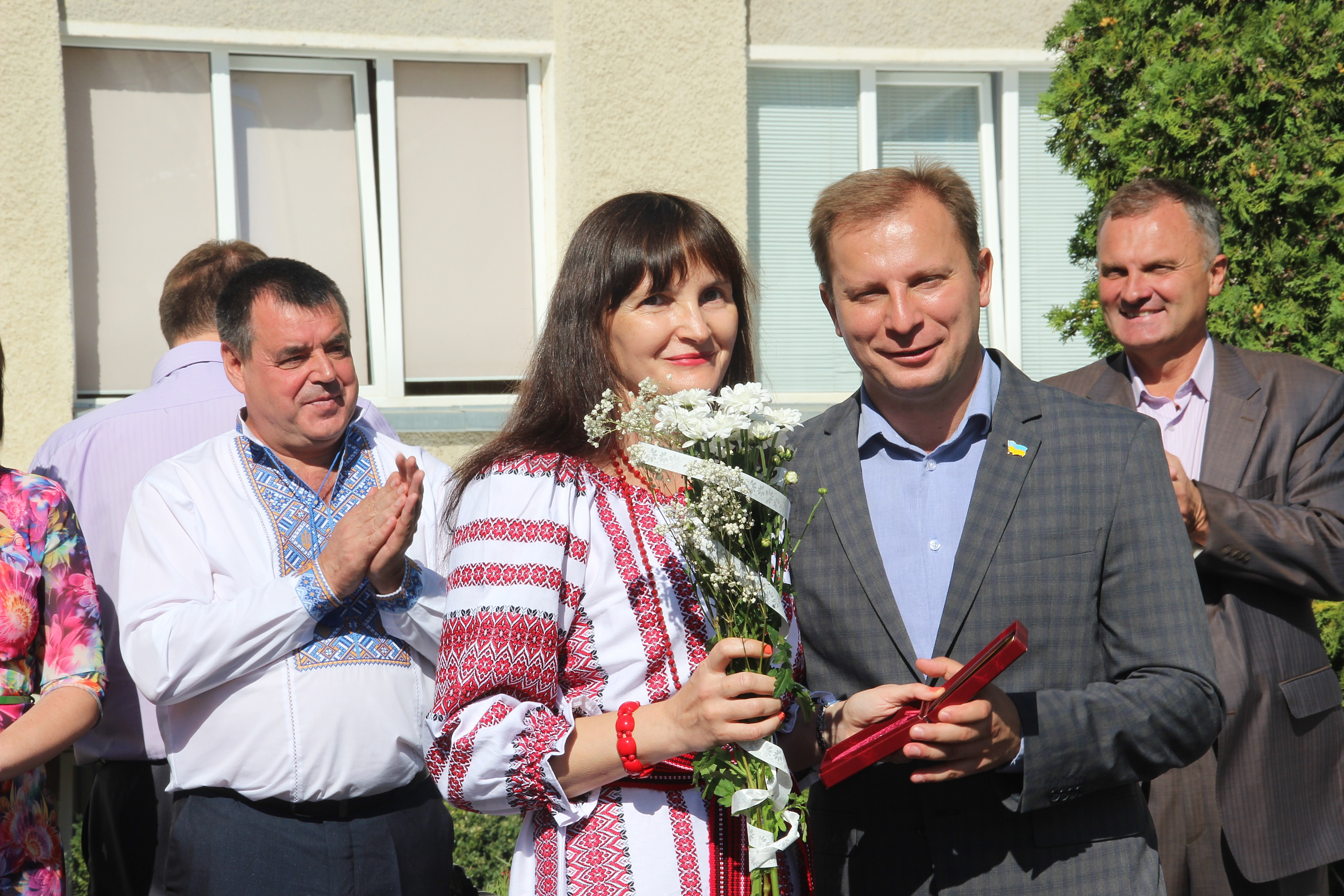
Степан Барна вручає Оксані Дяків почесний знак та посвідчення «Заслужений журналіст України».

- Почесні грамоти Національної спілки журналістів України (2006, 2011, 2013, 2014, 2015, 2017),
- Диплом III ступеня (2006) за III місце в обласному огляді-конкурсі Тернопілля на найкраще висвітлення правової тематики,
- «Золота медаль української журналістики» (2009),
- Почесний знак НСЖУ (2012),
- грамоти і подяки обласних та районних органів державної влади і місцевого самоврядування,
- «Людина року-2012» у номінації «Журналістика» за результатами регіонального рейтингу,
- Подяка Управління державної служби України з надзвичайних ситуацій у Тернопільській області (2015),
- Сертифікат Міжнародного проекту «Демократія в школі», 2015 (за ініціативою Ради Європи і підтримки Центру WERDELAND (Норвегія), Міністерства освіти та Центру розвитку Освіти Польщі),
- Подяка за співпрацю щодо дослідження причин та наслідків української трудової міграції на території Заліщицького району від міжнародного наукового журналу «International Letters of Social and Humanistic Sciences» (ILSHS), Швейцарія (2015)[4],
- лауреат премії журналу «Літературний Тернопіль» у галузі поезії за 2015 рік.[5]